# Élections législatives de 1968 dans l'Ardèche
Les élections législatives françaises de 1968 se déroulent les 23 et 30 juin 1968. Dans le département de l'Ardèche, trois députés sont à élire dans le cadre de trois circonscriptions.

## Élus
| Circonscription | Député sortant       | Parti | Parti         | Député élu ou réélu | Parti | Parti |
| --------------- | -------------------- | ----- | ------------- | ------------------- | ----- | ----- |
| 1re             | Pierre Cornet        |       | UDR           | Pierre Cornet       |       | UDR   |
| 2e              | Louis Roche-Defrance |       | RI            | Henri Torre         |       | UDR   |
| 3e              | Jean Moulin          |       | Divers droite | Albert Liogier      |       | UDR   |

## Résultats

### Résultats à l'échelle du département
| Parti          | Parti                                           | Premier tour | Premier tour | Second tour | Second tour | Sièges |
| Parti          | Parti                                           | Voix         | %            | Voix        | %           | Sièges |
| -------------- | ----------------------------------------------- | ------------ | ------------ | ----------- | ----------- | ------ |
|                | Union pour la défense de la République          | 53 939       | 41,76        | 38 426      | 45,78       | 3      |
|                | Républicains indépendants                       | 14 063       | 10,89        | 14 912      | 17,77       | 0      |
|                | Union des républicains de progrès               | 68 002       | 52,65        | 53 338      | 63,55       | 3      |
|                |                                                 |              |              |             |             |        |
|                | Parti radical                                   | 16 177       | 12,53        | Retrait     | Retrait     | 0      |
|                | Fédération de la gauche démocrate et socialiste | 3 592        | 2,78         |             |             | 0      |
|                | Fédération de la gauche démocrate et socialiste | 19 769       | 15,31        |             |             | 0      |
|                |                                                 |              |              |             |             |        |
|                | Parti communiste                                | 26 818       | 20,76        | 16 886      | 20,12       | 0      |
|                | Progrès et démocratie moderne                   | 12 421       | 9,62         | 13 706      | 16,33       | 0      |
|                | Parti socialiste unifié                         | 2 143        | 1,66         |             |             | 0      |
|                |                                                 |              |              |             |             |        |
| Inscrits       | Inscrits                                        | 164 964      | 100,00       | 106 963     | 100,00      | 3      |
| Abstentions    | Abstentions                                     | 33 945       | 20,58        | 22 011      | 20,58       |        |
| Votants        | Votants                                         | 131 019      | 79,42        | 84 952      | 79,42       |        |
| Blancs et nuls | Blancs et nuls                                  | 1 866        | 1,42         | 1 022       | 1,2         |        |
| Exprimés       | Exprimés                                        | 129 153      | 98,58        | 83 930      | 98,8        |        |

### Résultats par circonscription

#### Première circonscription (Privas)
La circonscription de Privas était composée des cantons de Bourg-Saint-Andéol, Chomérac, Le Cheylard, Privas, Rochemaure, Saint-Martin-de-Valamas, Saint-Pierreville, Vernoux-en-Vivarais, Villeneuve-de-Berg, Viviers et La Voulte-Sur-Rhône. Les trois principaux candidats en lice dans cette circonscription (par ordre alphabétique) :
- Henri Chaze, 54 ans, ancien député, conseiller général et maire de Cruas, investi par le PCF ;
- Pierre Cornet, 56 ans, député sortant, conseiller général et maire de Villeneuve-de-Berg représentant l'UDR ;
- Guy Fougeirol, 64 ans, conseiller général et maire de  Saint-Laurent-du-Pape, candidat sous l'étiquette de la FGDS.

|                    | Pierre Cornet sortant réélu | UDR (URP)      | 24 082 | 52,63  |  |  |  |
|                    | Henri Chaze                 | PCF            | 12 081 | 26,40  |  |  |  |
|                    | Guy Fougeirol               | FGDS (Radical) | 7 449  | 16,28  |  |  |  |
|                    | Marc Clauzier               | PSU            | 2 143  | 4,69   |  |  |  |
|                    |                             |                |        |        |  |  |  |
| Inscrits           | Inscrits                    | Inscrits       | 58 045 | 100,00 |  |  |  |
| Abstentions        | Abstentions                 | Abstentions    | 11 442 | 19,71  |  |  |  |
| Votants            | Votants                     | Votants        | 46 603 | 80,29  |  |  |  |
| Blancs et nuls     | Blancs et nuls              | Blancs et nuls | 848    | 1,82   |  |  |  |
| Exprimés           | Exprimés                    | Exprimés       | 45 755 | 98,18  |  |  |  |
| Source : Data.gouv |                             |                |        |        |  |  |  |

##### Analyse
Réélection au premier tour pour le député sortant Pierre Cornet qui unique candidat à droite a fait le plein de ses voix. Les communistes avec Henri Chaze font un mauvais score alors que Fougeirol est en progression par rapport à 1967. Cornet est majoritaire dans tous les cantons sauf dans celui de Rochemaure (fief de Chaze).

#### Deuxième circonscription (Tournon-sur-Rhône)
La circonscription de Tournon était composée des cantons de Annonay, Lamastre, Saint-Agrève, Saint-Félicien, Saint-Péray, Satillieu, Serrières et Tournon.  Les trois principaux candidats en lice dans cette circonscription (par ordre alphabétique) :
- Michel Guigal, 37 ans, maire adjoint d'Annonay et candidat sous l'étiquette de la FGDS ;
- Louis Roche-Defrance, 66 ans, député sortant, maire et conseiller général de Tournon, investi par les RI ;
- Henri Torre, 35 ans, directeur de société à Valence, candidat présenté par l'UDR.

| Candidat           | Candidat                     | Parti          | Premier tour | Premier tour | Second tour | Second tour |  |
| Candidat           | Candidat                     | Parti          | Voix         | %            | Voix        | %           |  |
| ------------------ | ---------------------------- | -------------- | ------------ | ------------ | ----------- | ----------- |  |
|                    | Henri Torre élu              | UDR            | 15 963       | 35,54        | 21 028      | 48,91       |  |
|                    | Louis Roche-Defrance sortant | RI             | 14 063       | 31,31        | 14 912      | 34,69       |  |
|                    | Michel Guigal                | FGDS (Radical) | 8 728        | 19,44        | Retrait     | Retrait     |  |
|                    | Jean Maron                   | PCF            | 6 157        | 13,71        | 7 048       | 16,40       |  |
|                    |                              |                |              |              |             |             |  |
| Inscrits           | Inscrits                     | Inscrits       | 56 756       | 100,00       | 56 745      | 100,00      |  |
| Abstentions        | Abstentions                  | Abstentions    | 11 232       | 19,79        | 13 037      | 22,97       |  |
| Votants            | Votants                      | Votants        | 45 524       | 80,21        | 43 708      | 77,03       |  |
| Blancs et nuls     | Blancs et nuls               | Blancs et nuls | 613          | 1,35         | 720         | 1,65        |  |
| Exprimés           | Exprimés                     | Exprimés       | 44 911       | 98,65        | 42 988      | 98,35       |  |
| Source : Data.gouv |                              |                |              |              |             |             |  |

##### Analyse
La victoire du jeune Henri Torre marque la fin d'une époque dans le nord Ardèche après dix ans de représentation par Louis Roche-Defrance qui doit en grande partie sa défaite au retrait en sa faveur du candidat socialiste Guigal et ce dont Torre a profité pour attaquer son concurrent en déclarant "qu'il avait conclu un accord avec Monsieur Mitterrand" dans sa profession de foi.

#### Troisième circonscription (Largentière)
La circonscription de Largentière était composée des cantons de Antraigues, Aubenas, Burzet, Coucouron, Joyeuse, Largentière, Montpezat-sous-Bauzon, Saint-Étienne-de-Lugdarès, Thueyts, Valgorge, Vallon-Pont-d'Arc et des Vans. Les trois principaux candidats en lice dans cette circonscription (par ordre alphabétique) :
- Jean Delenne, 49 ans, conseiller général et maire de Jaujac, candidat du Parti communiste français ;
- Albert Liogier, 57 ans, ancien député et maire d'Ucel, investi par l'UDR ;
- Jean Moulin, 43 ans, député sortant et conseiller général de Valgorge, candidat DVD.

| Candidat           | Candidat            | Parti          | Premier tour | Premier tour | Second tour | Second tour |  |
| Candidat           | Candidat            | Parti          | Voix         | %            | Voix        | %           |  |
| ------------------ | ------------------- | -------------- | ------------ | ------------ | ----------- | ----------- |  |
|                    | Albert Liogier élu  | UDR (URP)      | 13 894       | 36,10        | 17 398      | 42,49       |  |
|                    | Jean Moulin sortant | CD (PDM)       | 12 421       | 32,27        | 13 706      | 33,48       |  |
|                    | Jean Delenne        | PCF            | 8 580        | 22,29        | 9 838       | 24,03       |  |
|                    | Jean Vannière       | FGDS (SFIO)    | 3 592        | 9,33         |             |             |  |
|                    |                     |                |              |              |             |             |  |
| Inscrits           | Inscrits            | Inscrits       | 50 163       | 100,00       | 50 218      | 100,00      |  |
| Abstentions        | Abstentions         | Abstentions    | 11 271       | 22,47        | 8 974       | 17,87       |  |
| Votants            | Votants             | Votants        | 38 892       | 77,53        | 41 244      | 82,13       |  |
| Blancs et nuls     | Blancs et nuls      | Blancs et nuls | 405          | 1,04         | 302         | 0,73        |  |
| Exprimés           | Exprimés            | Exprimés       | 38 487       | 98,96        | 40 942      | 99,27       |  |
| Source : Data.gouv |                     |                |              |              |             |             |  |

##### Analyse
Retour aux affaires pour le gaulliste Albert Liogier qui après avoir perdu son siège en 1962 revient à l'Assemblée nationale après six ans d'absence et qui sort vainqueur d'une triangulaire fratricide face au député sortant le centriste Jean Moulin qui s'est maintenu au second tour sur les conseils de ses amis Paul Ribeyre, Marcel Molle et Pierre Charnay alors que Delenne a fait seulement de la figuration dans cette triangulaire. Liogier est en tête dans les cantons d'Antraigues, Aubenas, Burzet, Coucouron, Joyeuse, Largentière, Montpezat, Saint-Étienne-de-Lugdarès, Thueyts, Vallon-Pont-d'Arc et des Vans, alors que Moulin est juste majoritaire dans son canton de Valgorge.